# En kærlighedshistorie
 For alternative betydninger, se En kærlighedshistorie (flertydig). (Se også artikler, som begynder med En kærlighedshistorie)
En kærlighedshistorie er en dansk dogmefilm fra 2001, skrevet og instrueret af Ole Christian Madsen.

## Medvirkende
- Lars Mikkelsen
- Stine Stengade
- Camilla Bendix
- Nicolas Bro
- Claus Strandberg
- Helle Merete Sørensen
- Michael Hasselflug
- Klaus Pagh